# Willi Ritschard
Willi Ritschard (Deitingen, 28 settembre 1918 – monte Grenchenberg, 16 ottobre 1983) è stato un politico svizzero del Partito Socialista Svizzero, consigliere federale dal 1974 al 1983 e Presidente della Confederazione nel 1978. È stato l’unico operaio eletto alla carica di Consigliere Federale, nella storia della Confederazione Elvetica.